# Bukitan jezik
Bukitan jezik (ISO 639-3: bkn), austronezijski jezik uže sjevernobornejske skupine, kojim govori nešto preko 800 ljudi (2000) na Borneu u Indoneziji (rijeka Iwan; 570) i Maleziji (Sarawak; 290).
Jezik je podklasificiran podskupini kajang a ima dva dijalekta, punan ukit i punan busang.

## Vanjske poveznice
- Ethnologue (14th)
- Ethnologue (15th)